# Татарово (Владимирская область)
Тата́рово — село Муромского района Владимирской области Российской Федерации. Входит в состав
Борисоглебского сельского поселения.

## География
Село находится на развилке двух дорог, одна из них ведет из Мурома в Гороховец, другая соединяет Муром с Вязниками. Расстояние до Мурома — 40 км, до Гороховца — 55, до Вязников — 49 км. Село Татарово находится на холме и небольшой низине вдоль трассы Муром — Гороховец. Сбоку от дороги находится озеро, поросшее со всех сторон камышом и ольховым леском, за которым начинаются бывшие колхозные луга. В окрестностях села Татарово протекает река Нулка.

## История
На берегах озера Вехня выявлена тычково-накольчтая керамика раннего неолита и ямочно-гребенчатая среднего неолита, сетчатая керамика с «жемчужным», выдавленным изнутри, поясом по венчику, предположительно финала эпохи бронзы и начала раннего железного века. Начиная с раннего средневековья село не прерывало своего существования, о чём свидетельствует обильный керамический материал, найденный на огородах.
В окладных книгах Рязанской епархии 1678 года деревня Татарово входила в состав Старо-Замотринского прихода, в ней было 16 дворов крестьянских и 2 бобыльских. В 1870-74 годах в Татарове на средства прихожан была построена деревянная церковь. Престолов в храме было два: главный — во имя Святого Николая Чудотворца, в приделе — во имя святых мучеников Флора и Лавра. В Татарове с 1890 года существовала церковно-приходская школа, учащихся в 1898 году было 47.
В конце XIX — начале XX века село входило в состав Святской волости Гороховецкого уезда, с 1926 года — центр Татаровской волости Муромского уезда. 
До 2011 года в селе действовала Татаровская основная общеобразовательная школа.

### Административно-территориальная принадлежность
С 1929 года село являлось центром Татаровского сельсовета Фоминского района Горьковского края, с 1944 года — в составе Владимирской области, с 1965 года — в составе Муромского района, с 2005 года — в составе Борисоглебского сельского поселения.

## Население
| 1859 | 1897  | 1905 | 1926  | 2002 | 2010 | 2021 |
| ---- | ----- | ---- | ----- | ---- | ---- | ---- |
| 779  | ↗1011 | ↘927 | ↗1309 | ↘357 | ↘326 | ↘210 |

## Инфраструктура
В советские годы работала  пекарня, молочный и крахмальный завод, продавала государству крахмал, картофель, молоко и мясо. 
- Фельдшерско-акушерский пункт
- Ветеринарный пункт
- Отделение почтовой связи 602218[9] (тел. (8-49234) 5-24-32)== Транспорт ==

Деревня доступна автотранспортом. Автобусное сообщение с райцентром. Остановка общественного транспорта «Татарово». 

## Достопримечательности
В селе имеется памятник уроженцам с. Татарово погибшим в ВОВ с надписью «Вечная память героям войны из села Татарово!»

## Инфраструктура
Личное подсобное хозяйство с зоной сельскохозяйственного использования, индивидуальная застройка усадебного типа. В 1859 году в селе числилось 118 дворов, в 1905 году — 144 дворов, в 1926 году — 256 дворов.
В советские годы работала  пекарня, молочный и крахмальный завод, продавала государству крахмал, картофель, молоко и мясо. 
К 2020 году в селе действовали:
- Фельдшерско-акушерский пункт
- Ветеринарный пункт
- Отделение почтовой связи 602218[9] (тел. (8-49234) 5-24-32)

## Транспорт
Автобусное сообщение с райцентром. Остановка общественного транспорта «Татарово». 